# کیومرث بیک‌زند
کیومرث بیک‌زند طراح تریلر و آنونس اهل ایران است. وی برای ساخت تیزر فیلم تی‌تی برندهٔ سیمرغ بلورین بهترین تیزر و آنونس از چهل و یکمین جشنواره فیلم فجر شده و در دو دورهٔ دیگر برای تیزر فیلم‌های بی‌همه‌چیز و ملاقات خصوصی نامزد این جایزه شده است.

## همکاری‌ها
بیک‌زند در تبلیغات فیلم‌های ملاقات خصوصی، جنگ جهانی سوم، روز صفر، علفزار، خورشید، مرد بازنده، ابلق، درخت گردو، صحنه‌زنی، عنکبوت، نگهبان شب و چندین فیلم دیگر به عنوان طراح تریلر و آنونس مشارکت داشته‌است.

## جوایز و افتخارات
| مراسم            | سال  | اثر          | جایزه                            | نتیجه    | منبع  |
| ---------------- | ---- | ------------ | -------------------------------- | -------- | ----- |
| جشنواره فیلم فجر | ۱۴۰۰ | بی‌همه‌چیز     | سیمرغ بلورین بهترین تیزر و آنونس | نامزدشده | [ ۵ ] |
| جشنواره فیلم فجر | ۱۴۰۱ | تی‌تی         | سیمرغ بلورین بهترین تیزر و آنونس | پیروز    | [ ۶ ] |
| جشنواره فیلم فجر | ۱۴۰۲ | ملاقات خصوصی | سیمرغ بلورین بهترین تیزر و آنونس | نامزدشده | [ ۴ ] |
| جشنواره فیلم شهر | ۱۴۰۱ | بی‌همه‌چیز     | بهترین تیزر و آنونس              | نامزدشده |       |